# Натанијел Грин
Натанијел Грин (енгл. Nathanael Greene; Потовомут, 7. август 1742 — Милбери, 19. јун 1786) био је амерички генерал.

## Биографија
Натанијел је учествовао у борбама у Америчком рату за независност. У бици код Трентона командовао је левим крилом (1776). Учествовао је и у биткама код Принстона, Брендивајна и Џерментауна. У децембру 1780. године преузео је команду над растројеном Јужном армијом у Северној Каролини. За кратко време ју је средио и упутио у борбе против Британаца. Код Гилфорд Кортхауса је поражен 15. марта 1781. године. Поражен је у још два боја (код Хобкеркс Хила и Јуто Спрингса). Међутим, након ових пораза је, најзад, потиснуо Британце из Џорџије и обе Каролине до обале Атлантског океана. Тамо их је држао до завршетка рата. Умро је 1786. године.

## Места која су добила име по Натанијелу Грину
- Округ Грин (Алабама)
- Округ Грин (Арканзас)
- Округ Грин (Џорџија)
- Округ Грин (Илиноис)
- Округ Грин (Индијана)
- Округ Грин (Ајова)
- Округ Грин (Мисисипи)
- Округ Грин (Мисури)
- Округ Грин (Њујорк)
- Округ Грин (Северна Каролина)
- Округ Грин (Охајо)
- Округ Грин (Пенсилванија)
- Округ Гринвил (Јужна Каролина)
- Округ Грин (Тенеси)
- Округ Грин (Вирџинија)
- Округ Грин (Кентаки)
- Округ Грин (Висконсин)
- Округ Гринсвил (Вирџинија)
- Грин (Мејн)
- Грин (Њујорк)
- Грин (Роуд Ајланд)
- Гринсборо (Алабама)
- Гринсборо (Џорџија)
- Гринсборо
- Гринсборо (Пенсилванија)
- Гринсбург (Пенсилванија)
- Гринсбург (Кентаки)
- Гринвил (Тенеси)
- Гринвил (Њујорк)
- Гринвил (Мисисипи)
- Гринвил (Северна Каролина)
- Гринвил (Охајо)
- Гринвил (Пенсилванија)
- Гринвил (Роуд Ајланд)
- Гринвил (Јужна Каролина)